# Krasin (Ermland-Mazurië)
Krasin (Duits: Schönfeld) is een plaats in het Poolse district  Elbląski, woiwodschap Ermland-Mazurië. De plaats maakt deel uit van de gemeente Pasłęk en telt 200 inwoners.